# Suswa
Suswa è un centro abitato del Kenya situato nella contea di Narok ai piedi del Monte Suswa.